# Marco Guazzo
Marco Guazzo (Padova, 1480 – 1556) è stato uno storico italiano.
È ricordato come prosecutore dell'Innamoramento di Lancillotto e Ginevra di Niccolò degli Agostini e come plagiatore di Marin Sanudo.
Fu sepolto nella Chiesa di San Daniele (Padova).